# イレーネ (小惑星)
イレーネ (14 Irene) は、太陽系の比較的大きな小惑星のひとつ。火星と木星の間の軌道を公転している。

## 命名
イレーネ（英語ではアイリーン）はギリシア神話にある「華やかな平和」の女神であるエイレーネー（ローマ神話ではパークス (Pax) に相当）に由来する。エイレーネーはゼウスとテミスとの娘で、ホーライのうちの1柱である。